# Europees kampioenschap bridge viertallen
Het Europees kampioenschap bridge viertallen vindt plaats onder auspiciën van de European Bridge League.
De winnaars sinds 1932 zijn:
| Jaar | #  | Locatie       | Open             | Vrouwen          | Senioren   | Gemengd   |
| ---- | -- | ------------- | ---------------- | ---------------- | ---------- | --------- |
| 2022 | 55 | Madeira       | Nederland        | Polen            | Polen      | Frankrijk |
| 2018 | 54 | Oostende      | Noorwegen        | Polen            | Frankrijk  |           |
| 2016 | 53 | Boedapest     | Frankrijk        | Engeland         | Israël     |           |
| 2014 | 52 | Opatija       | Israël           | Nederland        | Engeland   |           |
| 2012 | 51 | Dublin        | Monaco           | Engeland         | Frankrijk  |           |
| 2010 | 50 | Oostende      | Italië           | Frankrijk        | Polen      |           |
| 2008 | 49 | Pau           | Noorwegen        | Frankrijk        | Turkije    |           |
| 2006 | 48 | Warschau      | Italië           | Frankrijk        | Duitsland  |           |
| 2004 | 47 | Malmö         | Italië           | Zweden           | Denemarken |           |
| 2002 | 46 | Salsomaggiore | Italië           | Nederland        | Frankrijk  |           |
| 2001 | 45 | Tenerife      | Italië           | Engeland         | Polen      |           |
| 1999 | 44 | Malta         | Italië           | Groot-Brittannië | Frankrijk  |           |
| 1997 | 43 | Montecatini   | Italië           | Groot-Brittannië | Frankrijk  |           |
| 1995 | 42 | Vilamoura     | Italië           | Frankrijk        | Polen      |           |
| 1993 | 41 | Menton        | Polen            | Zweden           |            |           |
| 1991 | 40 | Killarney     | Groot-Brittannië | Oostenrijk       |            |           |
| 1989 | 39 | Turku         | Polen            | Duitsland        |            |           |
| 1987 | 38 | Brighton      | Zweden           | Frankrijk        |            |           |
| 1985 | 37 | Salsomaggiore | Oostenrijk       | Frankrijk        |            |           |
| 1983 | 36 | Wiesbaden     | Frankrijk        | Frankrijk        |            |           |
| 1981 | 35 | Birmingham    | Polen            | Groot-Brittannië |            |           |
| 1979 | 34 | Lausanne      | Italië           | Groot-Brittannië |            |           |
| 1977 | 33 | Elsinore      | Zweden           | Italië           |            |           |
| 1975 | 32 | Brighton      | Italië           | Groot-Brittannië |            |           |
| 1974 | 31 | Herzliya      | Frankrijk        | Italië           |            |           |
| 1973 | 30 | Oostende      | Italië           | Italië           |            |           |
| 1971 | 29 | Athene        | Italië           | Italië           |            |           |
| 1970 | 28 | Estoril       | Frankrijk        | Italië           |            |           |
| 1969 | 27 | Oslo          | Italië           | Frankrijk        |            |           |
| 1967 | 26 | Dublin        | Italië           | Zweden           |            |           |
| 1966 | 25 | Warschau      | Frankrijk        | Groot-Brittannië |            |           |
| 1965 | 24 | Oostende      | Italië           | Frankrijk        |            |           |
| 1963 | 23 | Baden-Baden   | Groot-Brittannië | Groot-Brittannië |            |           |
| 1962 | 22 | Beiroet       | Frankrijk        | Zweden           |            |           |
| 1961 | 21 | Torquay       | Groot-Brittannië | Groot-Brittannië |            |           |
| 1959 | 20 | Palermo       | Italië           | Groot-Brittannië |            |           |
| 1958 | 19 | Oslo          | Italië           | Denemarken       |            |           |
| 1957 | 18 | Wenen         | Italië           | Denemarken       |            |           |
| 1956 | 17 | Stockholm     | Italië           | Frankrijk        |            |           |
| 1955 | 16 | Amsterdam     | Frankrijk        | Denemarken       |            |           |
| 1954 | 15 | Montreaux     | Groot-Brittannië | Frankrijk        |            |           |
| 1953 | 14 | Helsinki      | Frankrijk        | Frankrijk        |            |           |
| 1952 | 13 | DunLaoghaire  | Zweden           | Groot-Brittannië |            |           |
| 1951 | 12 | Venetië       | Italië           | Groot-Brittannië |            |           |
| 1950 | 11 | Brighton      | Groot-Brittannië | Groot-Brittannië |            |           |
| 1949 | 10 | Parijs        | Groot-Brittannië | Denemarken       |            |           |
| 1948 | 9  | Kopenhagen    | Groot-Brittannië | Denemarken       |            |           |
| 1939 | 8  | Den Haag      | Zweden           | Frankrijk        |            |           |
| 1938 | 7  | Oslo          | Hongarije        | Denemarken       |            |           |
| 1937 | 6  | Budapest      | Oostenrijk       | Oostenrijk       |            |           |
| 1936 | 5  | Stockholm     | Oostenrijk       | Oostenrijk       |            |           |
| 1935 | 4  | Brussel       | Frankrijk        | Oostenrijk       |            |           |
| 1934 | 3  | Wenen         | Hongarije        |                  |            |           |
| 1933 | 2  | Londen        | Oostenrijk       |                  |            |           |
| 1932 | 1  | Scheveningen  | Oostenrijk       |                  |            |           |